# Агаракское медно-молибденовое месторождение
Агара́кское медно-молибденовое месторождение — месторождение медно-молибденовых руд в Армении, в Сюникской области близ города Агарак. Разрабатывается открытым способом, эксплуатируется Агаракским медно-молибденовым комбинатом.
Площадь составляет около 1 км², руда лежит на глубине до 600 метров. Залежи расположены в юго-восточных отрогах Зангезурского хребта, в южной части Памбак-Зангезурской структурно-металлогенной зоны. Месторождение связано с зоной Спетринского разлома, который делит в меридиональном направлении Мегринский плутон гранитоидов.
Содержащие породы — гранитосиениты (краевая фация монцонитов), прорванные штоком и дайками гранодиорит-порфиров. Главные рудные минералы: пирит, халькопирит, молибденит, борнит, халькозин, ковеллин, местами магнетит и гематит; жильные минералы: кварц, серицит, хлорит, эпидот, карбонаты. Наибольшая концентрация рудных минералов — вдоль восточного контакта штока гранодиорит-порфира с граносиенитами, а также в тектонических зонах северно-восточного направления. Руды прожилково-вкрапленные, с соотношением Мо: Cu = 1:20. Основные полезные компоненты руд: медь, молибден и сера. Получение руды — 95 %, обеднение — 4 %. Технология обогащения — коллективно-селективная флотация позволяет получать 49-50 % молибденового и 15 % медного концентратов; при этом добыча по молибдену 76-77 %, по меди 79-80 %.